# Nacidas para cantar
Nacidas para cantar fue un programa de televisión emitido en la cadena autonómica Canal Sur presentado por María Teresa Campos y Rocío Carrasco. Comenzó a emitirse el lunes 25 de abril de 2011. El programa trató de encontrar una mujer andaluza que sea capaz de cantar todo tipo de canciones y también fue una especie de homenaje a Rocío Jurado. Finalizó el 30 de mayo de 2011.

## 1.ª edición
Anexo:Galas de Nacidas para cantar
La primera y única edición comenzó el 25 de abril de 2011 y finalizó el 30 de mayo del mismo año. Constó de seis galas.
El programa fue presentado por María Teresa Campos y Rocío Carrasco.
El jurado constó del periodista Enrique de Miguel, el director musical Jesús Yanes, solo en la primera gala la cantante Natalia y a partir de la segunda gala la cantante Marina Heredia.
Nunca se supo a ciencia cierta si era un homenaje a la gran Rocío Jurado o querían encontrar una copia de esta cantante.
Ya que la ganadora fue la que era una copia fiel tanto física como vocalmente hablando.

### Participantes
| Concursantes            | Edad    | Oficio                                             | Galas líder   | Galas nominada | Puesto             |
| ----------------------- | ------- | -------------------------------------------------- | ------------- | -------------- | ------------------ |
| Tamara Jerez            | 24 años | Cantante                                           | 6.ª           | 5.ª            | Ganadora           |
| Marta González          | 21 años | Estudiante de Derecho y Administración de Empresas | Nunca         | Nunca          | 2.ªFinalista       |
| Paola González          | 20 años | Estudiante de Psicología                           | 1.ª           | Nunca          | 3.ªFinalista       |
| Francisca "Paqui" Médel | 30 años | Dependienta                                        | 3.ª, 4.ª, 5.ª | 1.ª            | 4.ªFinalista       |
| Inmaculada Mellado      | 24 años | Estudiante de Magisterio                           | Nunca         | Nunca          | 5.ªFinalista       |
| Rocío Silva             | 20 años | Estudiante                                         | Nunca         | Nunca          | 6.ªFinalista       |
| Natalia Moralo          | 27 años | Limpiadora                                         | 2.ª           | Nunca          | 7.ªFinalista       |
| Dolores "Loli" Montiel  | 22 años | Estudiante de jardinería                           | Nunca         | 3.ª, 5.ª       | 5.ªExpulsada       |
| Virginia Lebrero        | 35 años | Ama de cada                                        | Nunca         | 4.ª            | 4.ªExpulsada       |
| María Córdoba           | 28 años | Cantante                                           | Nunca         | 2.ª, 3.ª       | 3.ªExpulsada (28%) |
| Macarena Navas          | 21 años | Cantante                                           | Nunca         | 2.ª            | 2.ªExpulsada (34%) |
| Azahara García          | 23 años | Estudiante de Estética                             | Nunca         | 1.ª            | 1.ªExpulsada (5%)  |

### Estadísticas semanales
|          | Gala 1   | Gala 2    | Gala 3    | Gala 4     | Gala 5   | Gala 5    | Gala Final   |  |
| -------- | -------- | --------- | --------- | ---------- | -------- | --------- | ------------ |  |
| Tamara   | Salvada  | Salvada   | Salvada   | Salvada    | Nominada | Finalista | Ganadora     |  |
| Marta    | Salvada  | Salvada   | Salvada   | Salvada    | Salvada  | Finalista | 2ª Finalista |  |
| Paola    | Líder    | Salvada   | Salvada   | Salvada    | Salvada  | Finalista | 3ª Finalista |  |
| Paqui    | Nominada | Salvada   | Líder     | Líder      | Líder    | Finalista | 4ª Finalista |  |
| Inma     | Salvada  | Salvada   | Salvada   | Salvada    | Salvada  | Finalista | 5ª Finalista |  |
| Rocío    | Salvada  | Salvada   | Salvada   | Salvada    | Salvada  | Finalista | 6ª Finalista |  |
| Natalia  | Salvada  | Líder     | Salvada   | Salvada    | Salvada  | Finalista | 7ª Finalista |  |
| Dolores  | Salvada  | Salvada   | Nominada  | Salvada    | Nominada | Expulsada |              |  |
| Virginia | Nominada | Nominada  | Nominada  | Expulsada* |          |           |              |  |
| María    | Salvada  | Nominada  | Nominada  | Expulsada  |          |           |              |  |
| Macarena | Salvada  | Nominada  | Expulsada |            |          |           |              |  |
| Azahara  | Nominada | Expulsada |           |            |          |           |              |  |

* Expulsada en esa misma gala tras sumar la puntuación del jurado y los votos de la audiencia.
     Líder o ganador.
     Salvado.
     Finalista.
     Nominado definitivo.
     Salvado por el líder.
     Expulsado definitivo.

## Palmarés Nacidas para cantar
| Edición             | Fecha | Ganadora     | Segunda Finalista | Tercera Finalista |
| ------------------- | ----- | ------------ | ----------------- | ----------------- |
| Nacidas para cantar | 2011  | Tamara Jerez | Marta González    | Paola González    |

- Datos: Q6037199